# Телетріумф (2018)
17-та церемонія вручення нагород телевізійної премії «Телетріумф»

25 квітня 2018 року
< 17-та Церемонії вручення 18-та >
17-та церемонія вручення нагород  премії «Телетріумф» присуджується Національної Радою України з питань телебачення та радіомовлення за досягнення в телебаченні у  2018 році, яка відбулася 25 квітня 2018 року. Церемонія була проведена в Києві  в Stereo Plaza .
У 2018 році було оголошено 73 номінації. Претендентами на перемогу були не тільки провідні ведучі та репортери, а й художники, освітлювачі і продюсери. Номінанти були оголошені 19 березня 2018 року організаторами нагороди .

## Номінати та переможці
Лідером за кількістю номінацій став Володимир Зеленський (15 номінацій).
У цьому році 1+1 медіа здобув одразу 43 нагороди, що стало другий рік поспіль абсолютним рекордом серед інших медіахолдингів.
*У таблицях жирним шрифтом виділені переможці в кожній номінації.
| Ім'я «Назва телепрограми»                                                     | Телеканал                                                  |
| ----------------------------------------------------------------------------- | ---------------------------------------------------------- |
| ВЕДУЧИЙ / ВЕДУЧА ІНФОРМАЦІЙНО — АНАЛІТИЧНОЇ ПРОГРАМИ                          |                                                            |
| Мазур Алла «ТСН. Тиждень»                                                     | "1+1″                                                      |
| Панюта Олег — «События недели»                                                | «Україна»                                                  |
| Соколова Оксана «Факти тижня. 100 хвилин з Оксаною Соколовою»                 | «ICTV»                                                     |
| ВЕДУЧИЙ / ВЕДУЧА ІНФОРМАЦІЙНОЇ ПРОГРАМИ (НАЦІОНАЛЬНИЙ ЕФІР)                   |                                                            |
| Мосейчук Наталія «ТСН»                                                        | "1+1″                                                      |
| Кучер Ольга — «Вікна новини»                                                  | «СТБ»                                                      |
| Фроляк Олена — «Факти»                                                        | «ICTV»                                                     |
| ВЕДУЧИЙ / ВЕДУЧА ІНФОРМАЦІЙНОЇ ПРОГРАМИ (РЕГІОНАЛЬНИЙ ЕФІР)                   |                                                            |
| Богданович Андрій «Тиждень. Підсумки»                                         | "TV5″                                                      |
| Малинов Максим — "Ток -шоу «Прожектор»                                        | 7 канал ТОВ «РІАК-ІНФОРМ»                                  |
| Матвєєва Олена — «День. Новини»                                               | "TV5″                                                      |
| ВЕДУЧИЙ / ВЕДУЧА ПРОГРАМИ ЖУРНАЛІСТСЬКИХ РОЗСЛІДУВАНЬ                         |                                                            |
| Дубінський Олександр «Гроші»                                                  | "1+1″                                                      |
| Наталка Седлецька — «Схеми»                                                   | Представництво Радіо Вільна Європа/Радіо Свобода в Україні |
| Панкова Юлія — «Інсайдер»                                                     | «СТБ»                                                      |
| ВЕДУЧИЙ / ВЕДУЧА СПОРТИВНОЇ ПРОГРАМИ                                          |                                                            |
| Циганик Ігор — «Про Футбол»                                                   | "2+2″                                                      |
| Гресько Іван — «Головна команда»                                              | «Футбол»                                                   |
| Денисов Олександр — «Великий футбол»                                          | «Футбол»                                                   |
| ВЕДУЧИЙ / ВЕДУЧА ТОК-ШОУ                                                      |                                                            |
| Притула Сергій — «Страсті за ревізором»                                       | «Новий канал»                                              |
| Суханов Олексій — «Говорить Україна»                                          | «Україна»                                                  |
| Шабанов Андрій — «Таємний агент. Пост-шоу»                                    | «Новий канал»                                              |
| ІНФОРМАЦІЙНО — АНАЛІТИЧНА ПРОГРАМА                                            |                                                            |
| «ТСН. Тиждень»                                                                | "1+1″                                                      |
| «События недели» с Олегом Панютой                                             | «Україна»                                                  |
| «Факти тижня. 100 хвилин з Оксаною Соколовою»                                 | «ICTV»                                                     |
| НАЦІОНАЛЬНА ІНФОРМАЦІЙНА / НОВИННА ПРОГРАМА                                   |                                                            |
| «ТСН»                                                                         | "1+1″                                                      |
| «Вікна-новини»                                                                | «СТБ»                                                      |
| «Факти»                                                                       | «ICTV»                                                     |
| ПРОГРАМА ЖУРНАЛІСТСЬКИХ РОЗСЛІДУВАНЬ                                          |                                                            |
| «Гроші»                                                                       | "1+1″                                                      |
| «Схеми»                                                                       | Представництво Радіо Вільна Європа/Радіо Свобода в Україні |
| «Вбивство Павла»                                                              | Громадське телебачення                                     |
| РЕГІОНАЛЬНА ІНФОРМАЦІЙНА / НОВИННА ПРОГРАМА                                   |                                                            |
| «Донбас сьогодні»                                                             | "TV5″                                                      |
| «Тиждень. Підсумки»                                                           | "TV5″                                                      |
| «Соціальний патруль»                                                          | "TV5″                                                      |
| РЕПОРТАЖ (НАЦІОНАЛЬНИЙ ЕФІР)                                                  |                                                            |
| «ТСН», репортаж «Висота»                                                      | «1+1″                                                      |
| „Сьогодні“ в Антарктиді»                                                      | «Україна»                                                  |
| "Вікна-новини. Іншорідні 2″                                                   | «СТБ»                                                      |
| РЕПОРТАЖ (РЕГІОНАЛЬНИЙ ЕФІР)                                                  |                                                            |
| «Долі. Діти системи»                                                          | "TV5″                                                      |
| «Не на війні як на війні»                                                     | «34 канал»                                                 |
| «Долі. На межі безсилля. Село Бурлацьке Пологівського району»                 | "TV5″                                                      |
| РЕПОРТЕР (НАЦІОНАЛЬНИЙ ЕФІР)                                                  |                                                            |
| Загородний Олександр — «ТСН», репортаж «Бій у промзоні»                       | "1+1″                                                      |
| Іваницький Олександр — «Гроші»                                                | "1+1″                                                      |
| Корніюк Тарас — «Факти»                                                       | «ICTV»                                                     |
| РЕПОРТЕР (РЕГІОНАЛЬНИЙ ЕФІР)                                                  |                                                            |
| Мельнік Євгенія — «Донбас сьогодні»                                           | "TV5″                                                      |
| Калуцька Анастасія — «Деталі. Підсумки» репортаж «Медпереворот»               | «34 канал»                                                 |
| Мачула Антон — «Свідок Зрад і Перемог»                                        | Телерадіокомпанія «Стерх»                                  |
| СПЕЦІАЛЬНИЙ ПРОЕКТ НАЖИВО (МАРАФОН, СТРИМ)                                    |                                                            |
| Марафон «Вибух автомобіля у центрі Києва»                                     | «112 Україна»                                              |
| "Оскар-2017″                                                                  | «Україна»                                                  |
| «Ранок з Україною»                                                            | «Україна»                                                  |
| СПОРТИВНА ПРОГРАМА / ШОУ                                                      |                                                            |
| «Про Футбол»                                                                  | "2+2″                                                      |
| «Великий футбол»                                                              | «Футбол»                                                   |
| «Головна команда»                                                             | «Футбол»                                                   |
| СПОРТИВНИЙ КОМЕНТАТОР                                                         |                                                            |
| Вацко Віктор "Матч Ліги Чемпіонів УЄФА «Шахтар — Наполі»                      | «Футбол»                                                   |
| Кобельков Володимир — «Мега бій: Мейвейзер-Макгрегор. Шоу на мільярд доларів» | "2+2″                                                      |
| Круторогов Кирило — Матч Кубку України «Шахтар — Динамо»                      | «Футбол»                                                   |
| СУСПІЛЬНО-СОЦІАЛЬНЕ / ПОЛІТИЧНЕ ТОК-ШОУ                                       |                                                            |
| «Страсті за Ревізором»                                                        | «Новий канал»                                              |
| «Таємний агент. Пост-шоу»                                                     | «Новий канал»                                              |
| Свобода слова                                                                 | «ICTV»                                                     |

| Ім'я «Назва телепрограми»                                                           | Телеканал              |
| ----------------------------------------------------------------------------------- | ---------------------- |
| ОПЕРАТОР — ПОСТАНОВНИК МУЗИЧНОЇ ПРОГРАМИ — КОНЦЕРТУ / ЦЕРЕМОНІЇ / ФОРМАТНИХ ПРОГРАМ |                        |
| Кубріцький Олександр — «Топ-модель по-українськи»                                   | «Новий канал»          |
| Гома Ігор — «Від пацанки до панянки»                                                | «Новий канал»          |
| Євстратенко Андрій — «Холостяк»                                                     | «СТБ»                  |
| ОПЕРАТОР ДОКУМЕНТАЛЬНОГО ФІЛЬМУ / СЕРІАЛУ / ПРОЕКТУ                                 |                        |
| Панасюк Віталій — «Діти перемоги»                                                   | "1+1″                  |
| Гоц Олександр — «На краю миру»                                                      | "TV5″                  |
| Муйдінов Сіран — «Історія одного злочину»                                           | Компанія «Ivory Films» |
| ОПЕРАТОР НОВИН / ТЕЛЕВІЗІЙНИХ РЕПОРТАЖІВ ТОЩО                                       |                        |
| Кутєпов Богдан «Валькірія». Історія росіянки, яка воює за Україну"                  | Громадське телебачення |
| Кузьгов Руслан — «Сьогодні» в Антарктиді"                                           | «Україна»              |
| Чомко Ростислав — «Факти»                                                           | «ICTV»                 |
| ОПЕРАТОР ПРОМОРОЛИКА / ID КАНАЛУ                                                    |                        |
| Король Юрій — «Invictus Games»                                                      | «СТБ»                  |
| Банас Володимир — "Сніданок з 1+1″                                                  | "1+1″                  |
| Земляний Олександр — «Обручка з рубіном»                                            | «Україна»              |
| ОПЕРАТОР ТЕЛЕСЕРІАЛУ                                                                |                        |
| Фурса Антон — "Нюхач 3″                                                             | Компанія «FILM.UA»     |
| Борденюк Сергій — «Капітанша»                                                       | «Україна»              |
| Запорожченко Віталій — «Хороший хлопець»                                            | "1+1″                  |
| ОПЕРАТОР ТЕЛЕФІЛЬМУ / МІНІ — СЕРІАЛУ (ДО 4-Х СЕРІЙ)                                 |                        |
| Іванов Ігор — «Століття Якова»                                                      | "1+1″                  |
| Борденюк Сергій — «Зранене серце»                                                   | «Україна»              |
| Земляний Олександр — «Дім на холодному ключі»                                       | «Україна»              |
| ХУДОЖНИК — ПОСТАНОВНИК ФІЛЬМУ / СЕРІАЛУ                                             |                        |
| Бржестовський Сергій — «Століття Якова»                                             | "1+1″                  |
| Одуденко Владлен — «Тато Ден»                                                       | Компанія «FILM.UA»     |
| Шинкарьов Вадим — «Слуга народу. Від любові до імпічменту»                          | Компанія "Квартал 95″  |
| ХУДОЖНИК-ПОСТАНОВНИК ШОУ / КОНЦЕРТУ / ЦЕРЕМОНІЇ                                     |                        |
| Кошовий Володимир — «Голос країни»                                                  | "1+1″                  |
| Ольхов Володимир — "Вар'яти 2″                                                      | «Новий канал»          |
| Шинкаренко Дмитро — «Холостяк»                                                      | «СТБ»                  |
| ХУДОЖНИК З КОСТЮМІВ / СТИЛІСТ                                                       |                        |
| Слонь Ольга — «Танці з зірками»                                                     | "1+1″                  |
| Гресь Олена — «Лінія світла»                                                        | Компанія «FILM.UA»     |
| Можар Оксана — "Вар'яти 2″                                                          | «Новий канал»          |

| Ім'я «Назва телепрограми» | Телеканал                        |
| --- | -------------------------------- |
| АКТОР ТЕЛЕВІЗІЙНОГО ФІЛЬМУ / СЕРІАЛУ |                                  |
| Боклан Станіслав — «Маестро» | Компанія «Star Media»            |
| Зеленський Володимир – «Слуга народу. Від любові до імпічменту»                                                                                                  | Компанія "Квартал 95″            |
| Сеїтаблаєв Ахтем — «На лінії життя» | «Україна»                        |
| АКТОРКА ТЕЛЕВІЗІЙНОГО ФІЛЬМУ / СЕРІАЛУ |                                  |
| Кравець Олена –«Слуга народу. Від любові до імпічменту» | Компанія "Квартал 95″            |
| Антонова Ніна –"Маестро" | Компанія «Star Media»            |
| Загорська Людмила — «Тато Ден» | Компанія «FILM.UA»               |
| ВЕДУЧИЙ / ВЕДУЧА ГУМОРИСТИЧНОЇ ПРОГРАМИ / ШОУ |                                  |
| Притула Сергій"Вар'яти" | «Новий канал»                    |
| Зеленський Володимир — «Ліга сміху» | "Квартал 95″ та Drive Production |
| Крутоголов Єгор — «Дизель Шоу» | Дизель Студіо                    |
| ВЕДУЧИЙ / ВЕДУЧА РОЗВАЖАЛЬНОГО ФОРМАТНОГО ШОУ |                                  |
| Горбунов Юрій«Танці з зірками» | "1+1″                            |
| Костромічова Алла — «Топ-модель по-українськи» | «Новий канал»                    |
| Лебідь Олена-Крістіна — «Аферисти в сітях» | «Новий канал»                    |
| ДОКУДРАМА, СКРИПТЕД-РЕАЛІТІ |                                  |
| «Діти перемоги» | "1+1″                            |
| «Київ вдень та вночі» | «Новий канал»                    |
| «Пацанки. Нове життя» | «Новий канал»                    |
| ДОКУМЕНТАЛЬНИЙ ФІЛЬМ / СЕРІАЛ / ПРОЕКТ |                                  |
| «Україна. Повернення своєї історії-2″ | »1+1″                            |
| «Воскресіння Розстріляного відродження» | «Україна»                        |
| «Вікна-новини. Бабин Яр. Живий» | «СТБ»                            |
| ДОКУМЕНТАЛЬНИЙ ФІЛЬМ / СЕРІАЛ / ПРОЕКТ (РЕГІОНАЛЬНИЙ ЕФІР) |                                  |
| «На краю МИРУ: Авдіївка» | Телеканал "TV5″                  |
| «Фінляндія. Секрети фінського дива» | Телеканал "TV5″                  |
| «Поговори про мене. Цій дитині потрібна родина» | Благодійний Фонд «МАМА плюс Я»   |
| КРАЩА ГУМОРИСТИЧНА ПРОГРАМА / ШОУ |                                  |
| «Вечірній Квартал» | Компанія "Квартал 95″            |
| «Вар'яти» | «Новий канал»                    |
| «Дизель шоу» | «ICTV»                           |
| МУЗИЧНЕ ОФОРМЛЕННЯ, САУНД-ДИЗАЙН ФІЛЬМУ |                                  |
| «Слуга народу. Від любові до імпічменту» | Компанія "Квартал 95″            |
| «Дім на холодному ключі» | «Україна»                        |
| «Ліга сміху» | "Квартал 95″ та Drive Production |
| ПРОГРАМА БУДЬ — ЯКОГО ФОРМАТУ (РЕГІОНАЛЬНИЙ ЕФІР) |                                  |
| «ВелоТревел» | Телеканал "TV5″                  |
| «TV5 Tribute Show» | Телеканал "TV5″                  |
| «Хочу в отпуск» | Телеканал "TV5″                  |
| ПРОДЮСЕР / ПРОДЮСЕРСКАЯ ГРУПА ТЕЛЕПРОГРАМИ |                                  |
| Ткаченко Олександр, Слісаренко Ольга, Лєзіна Вікторія, Завадюк Володимир, Грицуляк Марина — «Танці з зірками»                                                    | "1+1″                            |
| Володимир Зеленський, Сергій Шефір, Борис Шефір, Андрій Яковлєв — «Вечірній квартал»                                                                             | Компанія "Квартал 95″            |
| Сергій Гулейков — «Орел і Решка. Рай і Пекло» (випуск «Пекельна Сан-Педро-Сула»)Сергій Гулейков — «Орел і Решка. Рай і Пекло» (випуск «Пекельна Сан-Педро-Сула») | Компанія «Тінспіріт Студіо»      |
| ПРОДЮСЕР /ПРОДЮСЕРСЬКА ГРУПА ТЕЛЕВІЗІЙНОГО ФІЛЬМУ / СКРИПТЕД-РЕАЛІТІ                                                                                             |                                  |
| Володимир Зеленський, Борис Шефір, Андрій Яковлєв, Сергій Шефір, Олексій Кірющенко"Слуга народу. Від любові до імпічменту"                                       | Компанія "Квартал 95″            |
| Ряшин Влад — «Мата Харі» | Компанія «Star Media»            |
| Ряшин Влад, Доллежаль Артем — «Маестро» | Компанія «Star Media»            |
| ПРОДЮСЕР / ПРОДЮСЕРСЬКА ГРУПА ДОКУМЕНТАЛЬНОГО ФІЛЬМУ / СЕРІАЛУ / ПРОЕКТУ                                                                                         |                                  |
| Галімов Акім — «Україна. Повернення своєї історії-2″ | »1+1″                            |
| Канішевська Олена, Рогожа Олег, Струтинська Оксана — «Історія одного злочину»                                                                                    | «Україна»                        |
| Павлов Михайло — «Русский мир» | Телеканал «ICTV»                 |
| РОЗВАЖАЛЬНЕ ФОРМАТНЕ ШОУ |                                  |
| «Танці з зірками» | "1+1″                            |
| «Від пацанки до панянки» | «Новий канал»                    |
| «Зважені та щасливі» | «СТБ»                            |
| ТЕЛЕВІЗІЙНИЙ СЕРІАЛ (17 СЕРІЙ І БІЛЬШЕ) |                                  |
| «Слуга народу. Від любові до імпічменту» | Компанія "Квартал 95″            |
| «На лінії життя» | «Україна»                        |
| «Специ» | «Україна»                        |
| ТЕЛЕВІЗІЙНИЙ СЕРІАЛ (ДО 16 СЕРІЙ) |                                  |
| «Мата Харі» | Компанія «Star Media»            |
| «Два життя» | Компанія «FILM.UA»               |
| «Друге життя Єви» | «Україна»                        |
| ТЕЛЕВІЗІЙНИЙ ФІЛЬМ / МІНІ-СЕРІАЛ (ДО 4 СЕРІЙ) |                                  |
| '«Слуга народу. Від любові до імпічменту» | "1+1″                            |
| «Дім на холодному ключі» | «Україна»                        |
| «Присягаюсь кохати довіку» | Компанія «FILM.UA»               |
| УКРАЇНСЬКИЙ ФОРМАТ — СЕРІАЛ |                                  |
| «Століття Якова» | "1+1″                            |
| «Агенти справедливості» | «Україна»                        |
| "Жіночий лікар 3″ | Компанія «FILM.UA»               |
| УКРАЇНСЬКИЙ ФОРМАТ — РОЗВАЖАЛЬНА ТЕЛЕПРОГРАМА / ШОУ |                                  |
| «Орел та Решка. Перезавантаження» (випуск «Маямі») | Компанія «Тінспіріт Студіо»      |
| «Ліга сміху» | "Квартал 95″ та Drive Production |
| «Хата на тата» | «СТБ»                            |